# WordReference.com
WordReference est un  dictionnaire de traduction en ligne disponible pour les paires de langues suivantes (parmi d'autres) : anglais–français, anglais–italien, anglais–espagnol, français–espagnol, espagnol–portugais et anglais–portugais.

## Description

### Choix de langues
En juin 2009, plusieurs paires de langues ont été ajoutées : anglais–allemand, anglais–russe, anglais–polonais, anglais–roumain, anglais–tchèque, anglais–grec, anglais–turc, anglais–chinois, anglais–japonais, anglais–coréen, anglais–arabe.
Les paires anglais-suédois, anglais-néerlandais, italien-espagnol et espagnol-allemand ont été ajoutées depuis
En 2015, un dictionnaire monolingue catalan a également été incorporé.
En 2016, un dictionnaire de collocations anglaises a été ajouté.

### Versions payantes anciennement disponibles
WordReference a proposé aussi les dictionnaires Oxford Unabridged et Oxford Concise sur souscription. Ces dictionnaires contenaient plus de traductions que les versions gratuites. Leur prix était en 2009 de 30 euros (45 dollars) par an.

### Forums
Le site propose des forums accessibles au public permettant aux utilisateurs enregistrés de poser des questions sur le vocabulaire et la grammaire.

## Réputation et critiques
Selon Alexa.com, le site internet est l'un des 500 sites les plus visités dans le monde. Selon West Vancouver Memorial Library (en), « WordReference a longtemps été le Saint-Graal des dictionnaires de langue gratuits en ligne ».
De nombreux utilisateurs critiquent sévèrement les règles imposées aux forums par le créateur et administrateur de WordReference, Michael Kellog[réf. nécessaire]. Ces règles ne donnent pas la possibilité de supprimer un compte depuis le site, invoquant que : « La plupart des gens qui demandent que leurs questions soient effacées le font car ils ont triché pour leurs devoirs et qu'ils ne veulent pas être pris » (point numéro 5 de ces règles).